# Iphiaulax varitinctus
Iphiaulax varitinctus är en stekelart som beskrevs av Cameron 1906. Iphiaulax varitinctus ingår i släktet Iphiaulax och familjen bracksteklar. Inga underarter finns listade i Catalogue of Life.